# Manuel Macías y Casado
Manuel Macías y Casado   (Terol, 3 de novembre de 1844 - Madrid, 7 de novembre de 1937) fou un militar espanyol.
Molt jove encara ingressà en l'Escola d'Infanteria, i als devuit anys passà a Amèrica, prenent part en la campanya de Santo Domingo, i després es traslladà a Cuba, i allà fou ascendit, de forma que al retornar a Espanya, després d'una llarga estada en aquella illa, ja posseïa el grau de coronel. Lluità contra les tropes de Carles VII, i novament passà a l'illa de Cuba, on havia esclatat una insurrecció. En aquesta campanya es distingí notablement, mereixent ser condecorat amb la gran creu del Mèrit Militar. Ja era brigadier quan se li confià el comandament de la plaça de Melilla, on va romandre tres anys, i ascendí a general de divisió mentre exercia el comandament militar a Santoña.
Posteriorment desenvolupà el comandament superior de Cartagena i el càrrec de segon cap del tercer cos d'exercit, tornant a Melilla en ocórrer els esdeveniments de 1893 que significaren la mort del general Juan García Margallo. Ascendit a tinent general el 1893, se'l nomenà capità general de Canàries, passant el 1898 a desenvolupar el mateix càrrec a Puerto Rico, en els atziacs moments, doncs no va poder oposar-se al desembarcament dels nord-americans, no obstant les feines de defensa que havia organitzat, i entregà el comanament superior a un altre general quan ja l'enemic s'havia apoderat de l'illa.
Al seu retorn a la Península es possessionà del comanament del sisè cos d'exèrcit. A més de les ja citades, gaudí d'altres condecoracions.